# Fraganter Schutzhaus
Das Fraganter Schutzhaus ist eine Schutzhütte der Sektion Klagenfurt des Österreichischen Alpenvereins (ÖAV). Von 2004 bis 2005 wurde die Hütte generalsaniert und modernisiert. Seit 2022 wird die Hütte von Bianca Tiefnig und Ingo Martischnig bewirtschaftet.

## Lage
Das Fraganter Schutzhaus liegt auf 1810 m ü. A. in der Großfragant, einem Seitental der Fragant. Die Goldberggruppe ist im Winter ein beliebtes Skitourengebiet und im Sommer bieten die Berge viele Möglichkeiten des Berg- und Familienwanderns. Darüber hinaus ist das Gebiet um die Schutzhütte bekannt für seine botanische Vielfalt.

## Geschichte

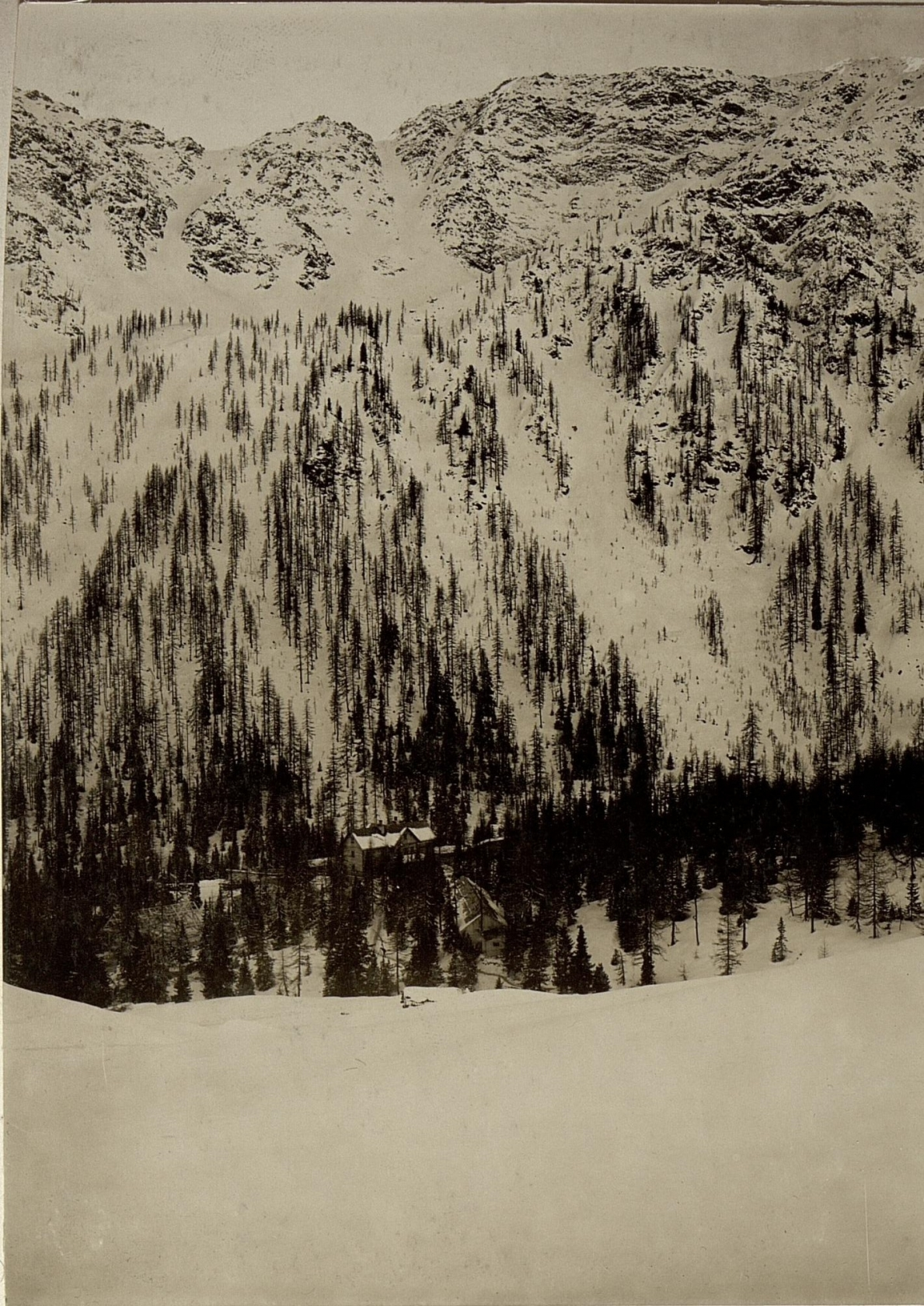
Blick vom Standort der heutigen Hütte auf die Bergbausiedlung 1916. Mittig die nachmalige erste Hütte.

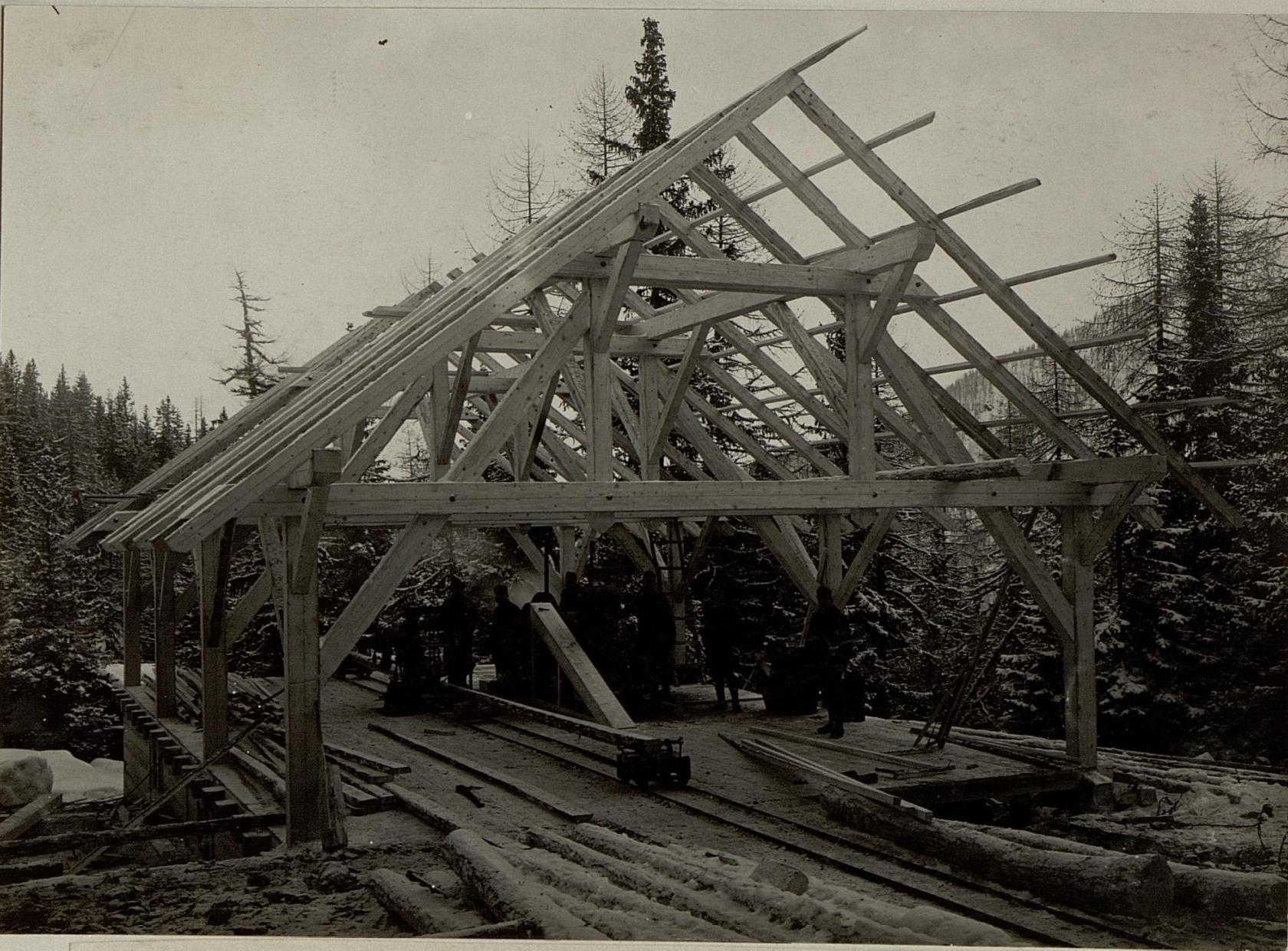
Säge und erste Jugendherberge

Das Fraganter Schutzhaus entstand aus einer Kupferbergbausiedlung in der Großfragant, die Mitte der 1920er Jahre von der Bundes-Montanverwaltung aus wirtschaftlichen Gründen aufgelassen wurde. 1927 wurden die Baulichkeiten und auch Grundstücke von der Sektion Klagenfurt gepachtet, das Verwaltungsgebäude in ein Schutzhaus umgewandelt und am 31. Juli 1927 eröffnet. Zwei Jahre später erwarb die Sektion den Hüttenkomplex und insgesamt drei Hektar Grund käuflich. Neben der Schutzhütte entstanden in Folge aus den vorhandenen Gebäuden eine Jugendherberge (aus der Säge) und zwei Einfamilienhäuser (eines davon aus dem Obersteigerhaus), die an Mitglieder der Sektion vermietet wurden. Die Jugendherberge wurde bald zu klein, und so wurde in den Jahren 1931/32 eine neue Jugendherberge errichtet und zu Ehren des Initiators Dr.-Widder-Jugendherberge genannt.
Nach dem Zweiten Weltkrieg war die Hütte in einem schlechten Zustand und wurde zugunsten anderer Hütten der Sektion weiter vernachlässigt, 1955 wurde sogar an einen Verkauf der Liegenschaft gedacht. Der alte Holzbau aus dem Jahre 1917 war nicht mehr sanierbar.
So plante die Sektion den Neubau der Hütte, 1968 wurde auf der Alm „Stille Klause“ mit den Arbeiten begonnen, und am 6. Juni 1970 das neue Fraganter Schutzhaus eröffnet. In den Jahren 2004/05 wurde die Hütte generalsaniert. Von 2007 bis 2019 wurde das Schutzhaus von der Familie Gastinger (Peter und Elisabeth) gepachtet und bewirtet. Seither wurde die Pacht mehrmals vergeben. Seit 2022 wird die Hütte von Bianca Tiefnig und Ingo Martischnig bewirtschaftet.
In den Jahren 2021–2023 wurde die Jugendherberge durch einen Neubau ersetzt.

## Zustieg
- Außerfragant, 724 m, Gehzeit: 3,5 Stunden
- Grafenberg - Rollweg, 1740 m, Gehzeit: 1 Stunde
- Innerfragant, 1096 m, Gehzeit: 2 Stunden

## Tourenmöglichkeiten
- Großer Sadnig, 2745 m, Gehzeit: 3 Stunden
- Makerni, 2644 m, Gehzeit: 2,5 Stunden
- Hirtenkopf, 2605 m, Gehzeit: 2 Stunden
- Striedenkopf, 2602 m, Gehzeit: 2 Stunden
- Klenitzen, 2440 m, Gehzeit: 1,5 Stunden
- Zeneberg, 2199 m, Gehzeit: 2 Stunden
- Stellkopf, 2851 m, Gehzeit: 2,75 Stunden